# Czernica (Wrocław)
Pour les articles homonymes, voir Czernica.
Czernica est une localité polonaise, siège de la gmina de Czernica, située dans le powiat de Wrocław en voïvodie de Basse-Silésie.

## Histoire
De 1742 à 1945, Tschirne fait partie de l'arrondissement de Breslau dans le district de Breslau au sein de la province de Silésie.